# Gaetano Samoggia
Gaetano Samoggia (Bologna, 30 gennaio 1870 – Bologna, 1950) è stato uno scultore e decoratore italiano.

## Biografia

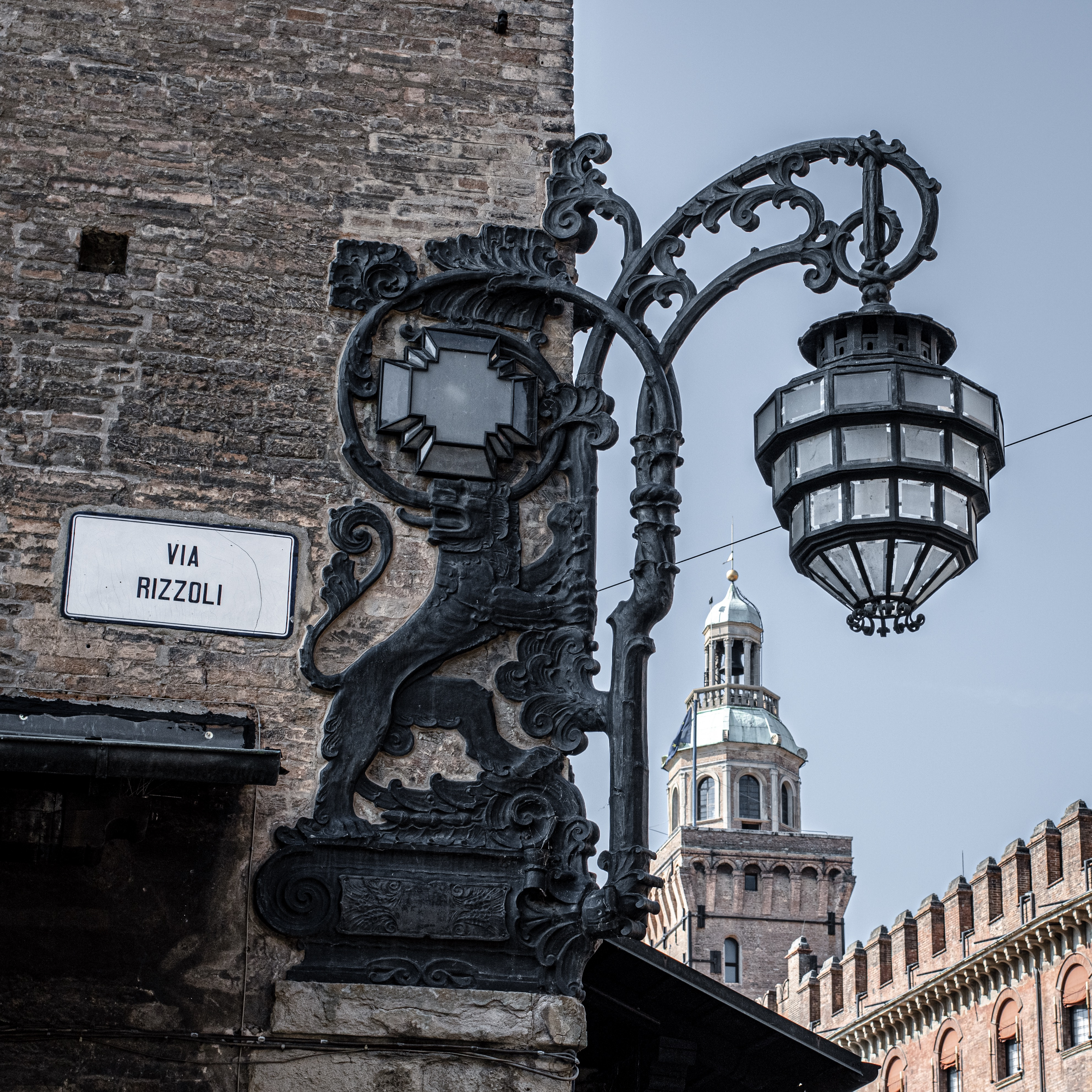
Il lampione in ferro battuto di Palazzo Re Enzo

Gaetano Samoggia nacque a Bologna o a Montechiaro nel bolognese il 30 gennaio 1870 oppure, secondo altre fonti, nel 1869.
Studiò decorazione e scultura all'Accademia di Belle Arti di Bologna.
Collaboratore della Gilda e amico del Rubbiani, fu vicino all'Aemilia Ars. Aderente allo stile liberty bolognese, decorò varie chiese e palazzi a Bologna e realizzò opere funebri al cimitero monumentale della Certosa di Bologna.
Nel 1903 partecipò con un rilievo a tema floreale alla V Esposizione Internazionale di Venezia.
Negli anni venti del Novecento fu insegnante alla Scuola di Arti Industriali di Bologna, dove conobbe il collega Giambattista Scarpari che gli procurò varie committenze ad Adria e nel Polesine.
Lavorò anche all'estero, tra la Francia e Montecarlo, per decorare saloni e teatri.
A lui è attribuito il lampione in ferro battuto, posto all'angolo tra piazza del Nettuno e via Rizzoli, collocato nel 1920 dopo il restauro di Palazzo Re Enzo su progetto di Alfonso Rubbiani.

## Stile

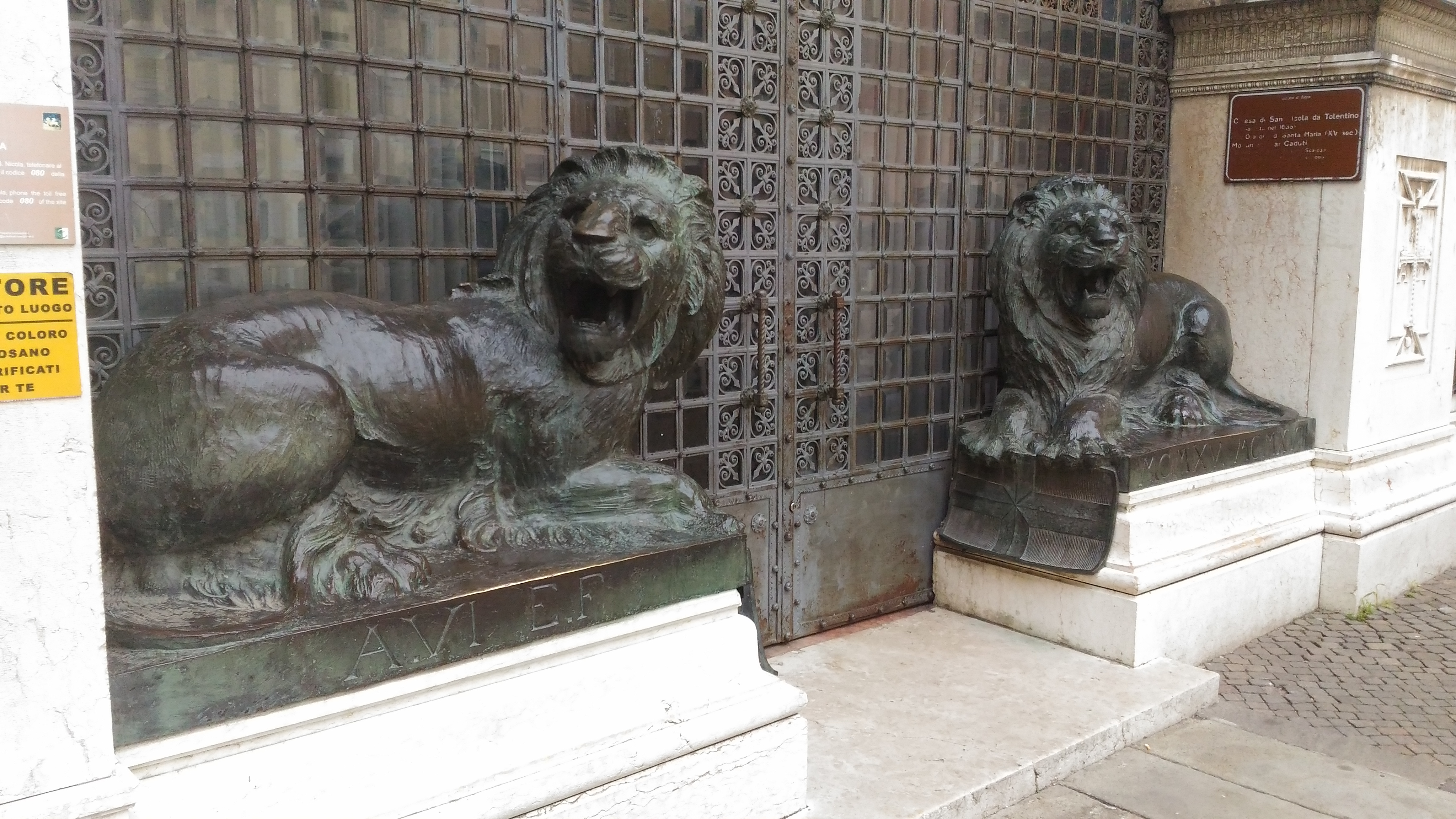
Dettaglio del monumento ai caduti della Chiesa di San Nicola da Tolentino, ad Adria

Secondo il critico d'arte e storico delle avanguardie del Novecento Mario De Micheli, Samoggia 

## Opere

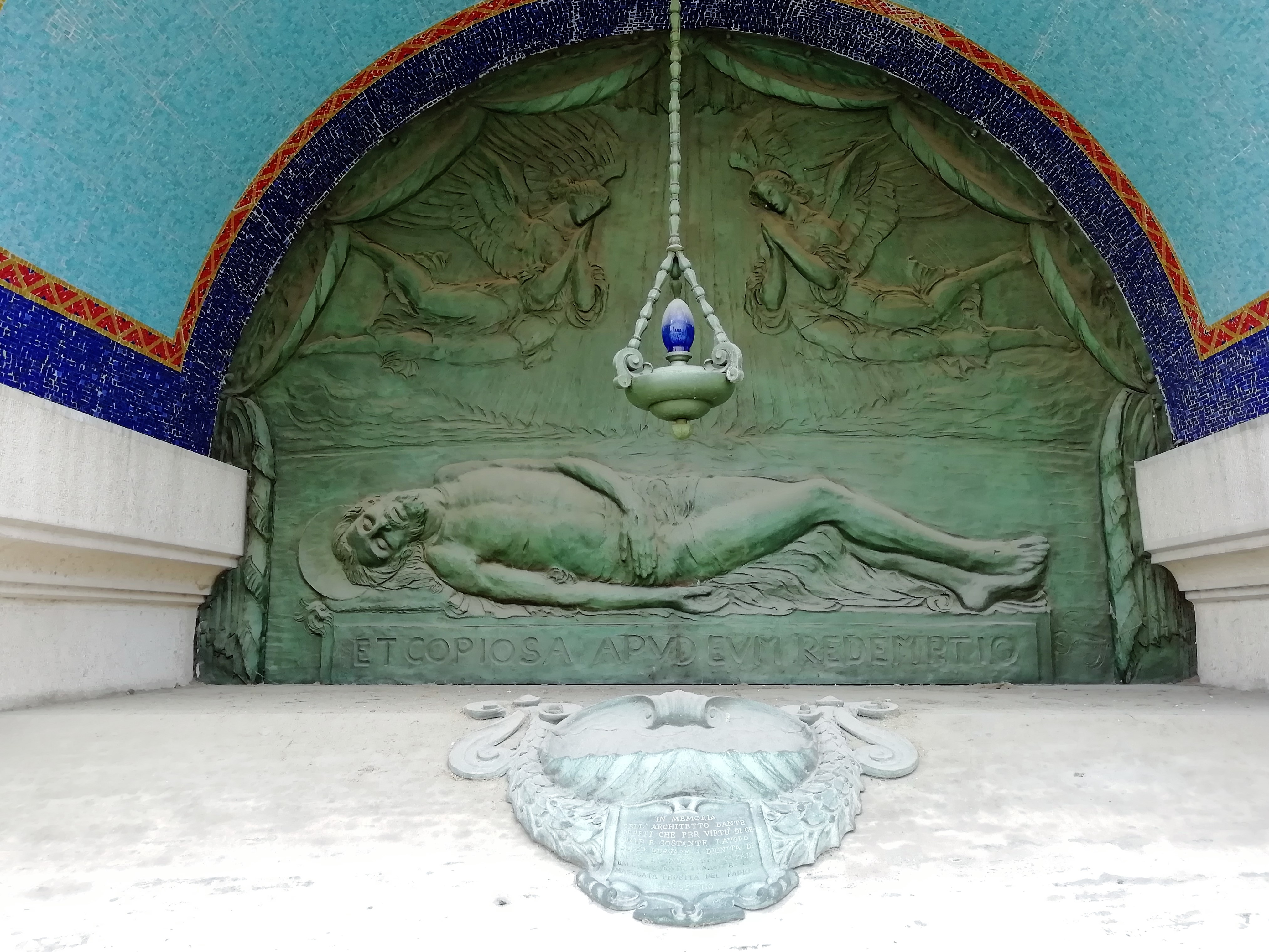
La Pietà della lunetta Trebbi, Certosa di Bologna

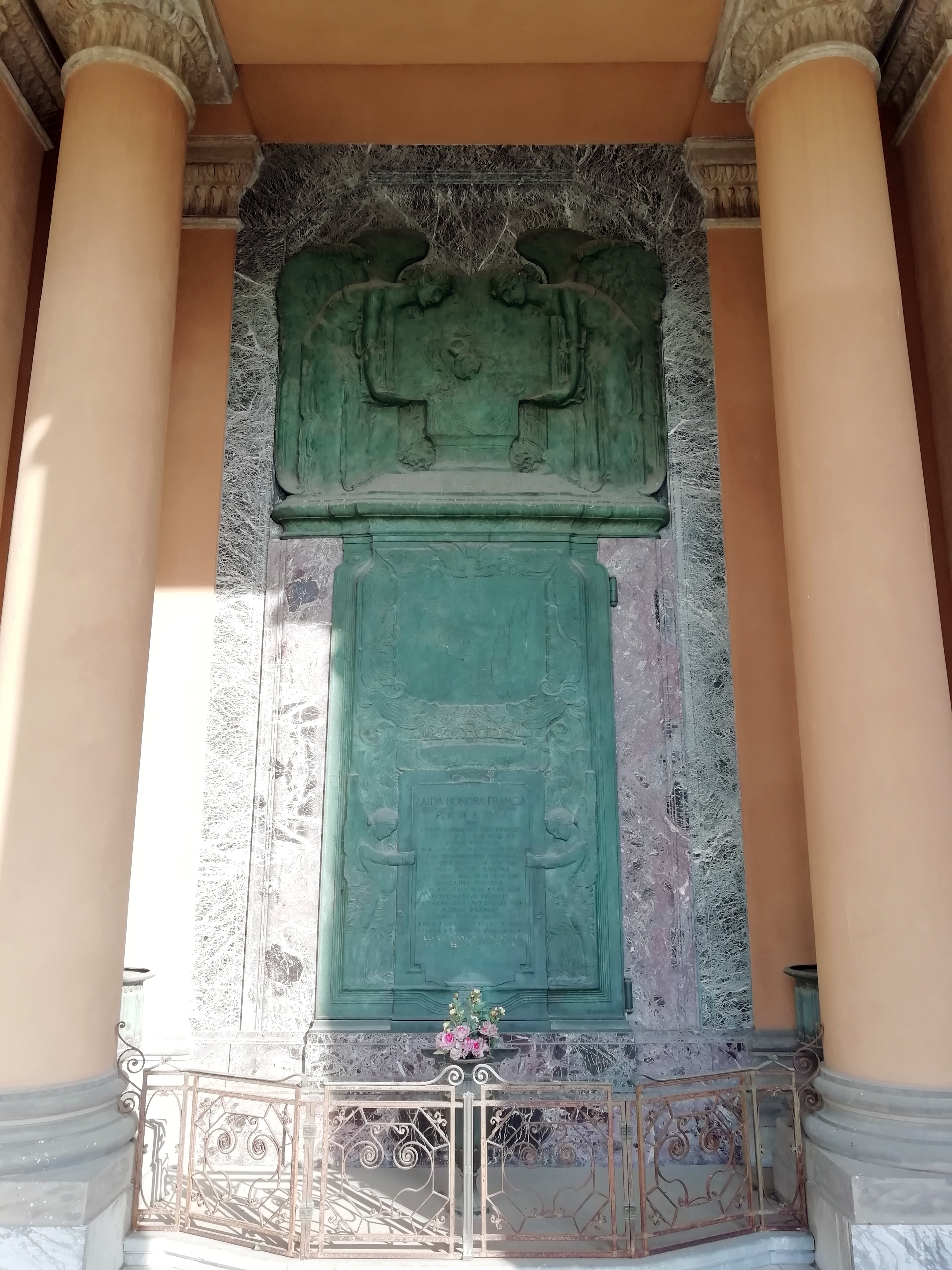
La grande stele in bronzo dell'arco Bonola Francia, Certosa di Bologna

- A Bologna
bassorilievo per la stele di Dioniso Antonio Calzoni, bronzo, Certosa di Bologna, 1902
bassorilievo per la stele Bonora Francia, bronzo, Certosa di Bologna
ritratto del camerata Celestino Cavedoni, bronzo, Certosa di Bologna
Pietà nella lunetta del monumento Trebbi, bronzo, Certosa di Bologna
- ad Adria
leoni in bronzo e pilo portabandiera rappresentante una vittoria alata per la chiesa di San Nicola da Tolentino (o monumento ai caduti della prima guerra mondiale), progetto di Giambattista Scarpari, Adria, 1931
decorazioni in stucco per il Teatro comunale di Adria (ex teatro Littorio), 1935
statua in marmo per la fontana dei giardini Scarpari, Adria, 1940
statua di angelo reggi-candelabro, bronzo per la Cattedrale dei Santi Pietro e Paolo, Adria, 1943
bassorilievi a medaglione con i quattro Evangelisti e battesimo di Gesù, chiesa di San Giovanni, Adria

- Altri
monumento ai caduti di Contarina di Porto Viro, bronzo, 1927
fregi in stucco, villa Nichetti a Rivà, Ariano nel Polesine
Ritratto di Gianfranco Scarpari, collezione privata